# Paracollyria dapsilis
Paracollyria dapsilis är en stekelart som först beskrevs av Tosquinet 1896.  Paracollyria dapsilis ingår i släktet Paracollyria och familjen brokparasitsteklar. Inga underarter finns listade i Catalogue of Life.